# Albert Ejupi
Albert Ejupi (28 agosto 1992) è un calciatore svedese, centrocampista svincolato.

## Carriera

### Club
Cresciuto nel Kristianstads FF, Ejupi nel 2010 debutta in prima squadra, che all'epoca disputava il campionato di Division 1 ovvero la terza serie nazionale. Rimane in rosa anche l'anno seguente, sempre disputando la Division 1.
Nel gennaio del 2012 si trasferisce al Sölvesborgs GoIF, scendendo di una categoria visto che la squadra militava in Division 2, trovando però più spazio viste le 40 presenze in campionato fatte registrare complessivamente nei suoi due anni di permanenza.
In vista della stagione 2014, fa ritorno al Kristianstads FF in Division 1. Nell'annata 2015 ha modo di giocare insieme al fratello minore Ylber, poi entrambi lasciano la squadra.
La carriera di Ejupi prosegue nel Mjällby, altra formazione di Division 1, con cui firma un contratto annuale.
Nel novembre del 2016 è stato reso noto che – a partire dal successivo gennaio – Ejupi sarebbe tornato a giocare a Kristianstad per una nuova società di Division 1, il Kristianstad FC, nata dalla fusione tra il suo vecchio Kristianstads FF e il Kristianstad BoIS. Al termine di un'annata in cui ha divergenze con il nuovo tecnico Atli Eðvaldsson, subentrato a stagione in corso, esercita un'opzione per lasciare la squadra.
A partire dal 2018, Ejupi diventa un giocatore del Varberg e debutta così nel campionato di Superettan, la seconda serie nazionale, sotto la guida dell'allenatore Joakim Persson con cui aveva iniziato la stagione precedente al Kristianstad FC prima dell'esonero di quest'ultimo. Al primo anno al Varberg si impone subito come titolare fisso, colleziona infatti 26 presenze, tutte dal primo minuto. I neroverdi terminano quel campionato in terzultima posizione, ma nella sfida di ritorno del doppio spareggio contro l'Oskarshamns AIK è proprio Ejupi a siglare il gol che vale la salvezza. Il 2019 è invece l'anno in cui il Varberg centra la prima promozione in Allsvenskan nella storia del club, ed Ejupi contribuisce con 3 reti in 29 presenze, saltando solo una partita (per somma di ammonizioni). Nel 2020 dunque anche lo stesso Ejupi esordisce nella massima serie svedese, continuando a giocare gran parte delle partite nell'undici di partenza del tecnico Persson. Decide poi di non rinnovare il proprio contratto con il Varberg in scadenza il 30 novembre 2020, svincolandosi, ma prima dell'inizio del campionato 2021 è tornato ad unirsi al Varberg con un contratto annuale.
Il 10 marzo 2022 si è unito fino al successivo dicembre all'Helsingborg, squadra neopromossa in Allsvenskan che era alla ricerca di un centrocampista dopo il grave infortunio occorso a Brandur Hendriksson Olsen.
Prima dell'inizio della stagione 2022-2023 si è legato per due anni agli austriaci dell'Hartberg.

## Statistiche

### Presenze e reti nei club
Statistiche aggiornate all'8 novembre 2020.
| Stagione                | Squadra                 | Campionato              | Campionato | Campionato | Coppe nazionali | Coppe nazionali | Coppe nazionali | Coppe continentali | Coppe continentali | Coppe continentali | Altre coppe | Altre coppe | Altre coppe | Totale | Totale |
| Stagione                | Squadra                 | Comp                    | Pres       | Reti       | Comp            | Pres            | Reti            | Comp               | Pres               | Reti               | Comp        | Pres        | Reti        | Pres   | Reti   |
| ----------------------- | ----------------------- | ----------------------- | ---------- | ---------- | --------------- | --------------- | --------------- | ------------------ | ------------------ | ------------------ | ----------- | ----------- | ----------- | ------ | ------ |
| 2010                    | Kristianstads FF        | D1                      | 7          | 0          | CS              | 0               | 0               | -                  | -                  | -                  | -           | -           | -           | 7      | 0      |
| 2011                    | Kristianstads FF        | D1                      | 9          | 0          | CS              | 0               | 0               | -                  | -                  | -                  | -           | -           | -           | 9      | 0      |
| 2012                    | Sölvesborgs GoIF        | D2                      | 19         | 1          | CS              | 0               | 0               | -                  | -                  | -                  | -           | -           | -           | 19     | 1      |
| 2013                    | Sölvesborgs GoIF        | D2                      | 21         | 1          | CS              | 0               | 0               | -                  | -                  | -                  | -           | -           | -           | 21     | 1      |
| Totale Sölvesborgs GoIF | Totale Sölvesborgs GoIF | Totale Sölvesborgs GoIF | 40         | 2          |                 | 0               | 0               |                    | -                  | -                  |             | -           | -           | 40     | 2      |
| 2014                    | Kristianstads FF        | D1                      | 24         | 3          | CS              | 5               | 1               | -                  | -                  | -                  | -           | -           | -           | 29     | 4      |
| 2015                    | Kristianstads FF        | D1                      | 24         | 1          | CS              | 2               | 2               | -                  | -                  | -                  | -           | -           | -           | 26     | 3      |
| Totale Kristianstads FF | Totale Kristianstads FF | Totale Kristianstads FF | 64         | 4          |                 | 7               | 3               |                    | -                  | -                  |             | -           | -           | 71     | 7      |
| 2016                    | Mjällby                 | D1                      | 19         | 0          | CS              | 1               | 1               | -                  | -                  | -                  | -           | -           | -           | 20     | 1      |
| 2017                    | Kristianstad FC         | D1                      | 20         | 4          | CS+CS           | 4               | 0               | -                  | -                  | -                  | -           | -           | -           | 22     | 4      |
| 2018                    | Varberg                 | B                       | 26+2       | 6+1        | CS              | 3               | 0               | -                  | -                  | -                  | -           | -           | -           | 31     | 7      |
| 2019                    | Varberg                 | B                       | 29         | 3          | CS              | 3               | 0               | -                  | -                  | -                  | -           | -           | -           | 32     | 3      |
| 2020                    | Varberg                 | A                       | 25         | 1          | CS              | 2               | 0               | -                  | -                  | -                  | -           | -           | -           | 27     | 1      |
| Totale Varberg          | Totale Varberg          | Totale Varberg          | 80+2       | 10+1       |                 | 8               | 0               |                    | -                  | -                  |             | -           | -           | 90     | 11     |
| Totale carriera         | Totale carriera         | Totale carriera         | 223+2      | 20+1       |                 | 20              | 4               |                    | -                  | -                  |             | -           | -           | 245    | 25     |